# 小臣妥
小臣妥，商王武丁的女儿，也叫子妥。被武丁任命为小臣。
她拥有自己的封地，定期向武丁进贡巫师和牲口。武丁很关心她，多次占卜她是否分娩顺利。小臣妥寿命很长，一直活到康丁时期。商代的一件青白玉琮上有铭文“小臣妥见”。小臣妥的事迹不是很详细，但这至少证明了商代的女性地位，可以担任朝廷的重要官员。
“小臣妥”和“妇妥”是两个完全不同的人。“妇妥”是武丁的一位嫔妃，武丁不可能娶自己的女儿为妻，可以推测“小臣妥”是武丁和妇妥两人的女儿。